# Ciro Di Corcia
Ciro Fabio Di Corcia (* 4. Juli 1976 in Foggia) ist ein ehemaliger italienischer Amateurboxer.

## Karriere
Ciro Fabio Di Corcia war während seiner Wettkampfkarriere ca. 1,75 m groß, wurde 1996 und 1997 Italienischer Meister im Halbweltergewicht, 2001 Italienischer Meister im Halbmittelgewicht, sowie 2006 Italienischer Meister im Mittelgewicht mit Finalsieg gegen Emanuele Blandamura.
1997 wurde er Zweiter im Halbweltergewicht bei den Mittelmeerspielen in Bari. Er war dabei erst im Finale gegen Nurhan Süleymanoğlu ausgeschieden. Im Jahr 2000 nahm er an den Olympischen Sommerspielen in Sydney teil, wo er jedoch im Halbmittelgewicht noch im ersten Kampf gegen den Rumänen Marian Simion unterlag.
Bei den Weltmeisterschaften 2001 in Belfast, konnte er eine Bronzemedaille im Halbmittelgewicht erkämpfen. Er besiegte unter anderem Amin Asikainen und verlor erst im Halbfinale gegen Damián Austin aus Kuba.